# علم آثار ما قبل التاريخ

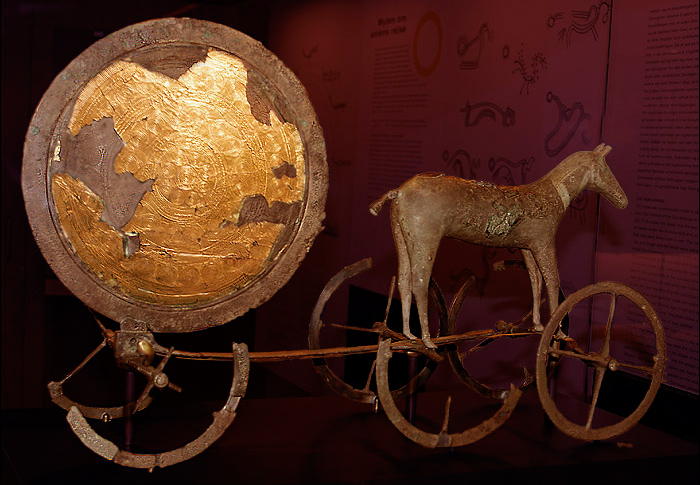

علم آثار ما قبل التاريخ، هو دراسة الماضي قبل بداية السجلات التاريخيّة. وهو مجال البحث الذي ينظر إلى جميع المجتمعات ما قبل الحضريّة في العالم. كما يملك مجموعة مميزة من الإجراءات لتحليل بقايا المواد حتّى يتمكّن علماء الآثار من إعادة بناء بيئتهم السابقة. تعكس دراسة آثار ما قبل التاريخ الاهتمامات الثقافيّة للمجتمع الحديث من خلال إظهار تفسيرات للوقت بين النمو الاقتصادي والاستقرار السياسي[2]. كما يملك هذا العلم روابط وثيقة للغاية مع البيولوجيا والأنثروبولوجيا الحيويّة والجيولوجيا. ويطلق عليه حديثاً اسم علم الآثار الأنثروبولوجيّ نظراً لآثاره غير المباشرة ذات الأنماط المعقّدة.
في أوروبا الغربية تنتهي فترة ما قبل التاريخ بالاستعمار الروماني في عام 43 بعد الميلاد، مع بعض المناطق غير الرومانيّة، ولا تنتهي الفترة حتّى أواخر القرن الخامس ميلادي. على الرغم من أنه في العديد من الأماكن الأخرى ولاسيّما مصر –في نهاية الفترة الوسيطة الثالثة-، انتهت تلك الفترة قبل ذلك بكثير؛ أما في بعض المناطق مثل أستراليا فإنها تنتهي بعد ذلك بكثير.
يأتي الاستخدام المسجّل الأوّل لكلمة ما قبل التاريخ من عالم الآثار الفرنسي بول تورنال والذي استخدمه في عام 1831 لوصف الاكتشافات التي قام بها في الكهوف القديمة التي حقّق بها في بيز مينيرفوا في جنوب فرنسا. لم تدخل تلك الكلمة اللغة الإنكليزيّة كمصطلح مرتبط بعلم الآثار حتّى عام 1836، بعد أن ظهر هذا المصطلح في مجلة المراجعة الفصلية الأجنبية (The Foreign Quarterly Review). وقد صاغ كريستسان يورغنسن تومسون نظام العصور الثلاثة، الذي سبق صياغة المصطلح، كمحاولة لفهم التسلسل الزمني لأوروبا ما قبل التاريخ.
بدون تاريخ قديم لتقديم دليل على الأسماء والأماكن والدوافع، يتكلّم علماء الآثار في عصور ما قبل التاريخ من حيث الثقافات التي لا يمكن منحها إلا أسماء حديثة تعسفيّة تتعلّق بمواقع الاحتلال المعروفة أو القطع الأثريّة المستعملة. بطبيعة الحال، من الأسهل بكثير مناقشة المجتمعات بدلاً من الأفراد لأن هؤلاء الأشخاص السابقين مجهولين تماماً في السجل الأثريّ.
هذا النقص في المعلومات الملموسة يعني أن علم آثار ما قبل التاريخ هو حقل مثير للجدل وأن الحجج التي تدور حوله كان لها دور كبير في الوصول إلى النظريّة الأثريّة[. إن مجموعة النظريّات المتنوعة المتعلّقة بالغرض من الأشياء أو المواقع، على سبيل المثال، تلزم علماء الآثار بتبنّي مقاربة نقدية لجميع الأدلّة وفحص بنياتهم السابقة. الهيكليّة الوظيفيّة والمعالجة، هما مدرستان للفكر الأثريّ الذي ساهم بشكل كبير في علم آثار م قبل التاريخ.